# Bălăbănești (Romania)
Bălăbănești è un comune della Romania di 2 236 abitanti, ubicato nel distretto di Galați, nella regione storica della Moldavia.
Il comune è formato dall'unione di 4 villaggi: Bălăbănești, Lungești, Bursucani, Zimbru.